# Sécuanos
Los sécuanos (en latín, Sequani) fueron uno de los pueblos galos más poderosos del este de la Galia. Habitaban el territorio comprendido entre los helvecios y sus enemigos los heduos. Si el Saona figura en los textos de César bajo el nombre de Arar, es probable que el término Sécuana (Sequana) fuera el nombre primitivo del río.

## Protohistoria
Este pueblo controlaba un vasto territorio correspondiente a la actual región del Franco Condado, ubicada entre el Saona, el Ródano, el Jura y los Vosgos. El nombre de Bourbonne-les-bains (Alto Marne), que hace referencia al dios galo Borvo, es probable que marque la frontera entre los sécuanos, los lingones y los leucos.
Su capital era Vesontio (Besanzón), y sus ciudades más importantes eran Epomanduodurum (Mandeure), Segobodium (Seveux) y Luxovium (Luxeuil). 

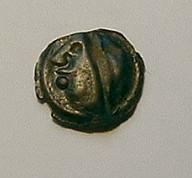
Anverso de una moneda sécuana.

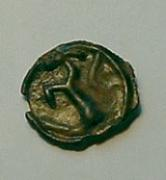
Reverso de una moneda sécuana.

Las monedas de potín halladas en el territorio correspondiente a los modernos departamentos de Alto Saona, Côte-d'Or, Jura, Doubs y Saona y Loira demuestran que los sécuanos conocían la moneda. Además de los sécuanos, diversos pueblos la emplearon.
El estilizado animal grabado en el reverso ha sido interpretado por los expertos como una cabra montesa o como un toro saltando.

## Fin de la independencia
Hacia 60 a. C.:

Cuando César vino a la Galia, de la una eran jefes los heduos, y los sécuanos de la otra. Éstos, reconociéndose inferiores porque de tiempo antiguo los heduos los sobrepujaban en autoridad y en número de vasallos, se coligaron con los germanos y Ariovisto, empeñándolos en su partido a costa de grandes dádivas y promesas.

Sin embargo, los suevos se establecieron en el territorio de los sécuanos, que pidieron ayuda a los romanos a fin de que expulsaran a los aliados convertidos en invasores. El ejército de César derrotó a los germanos en 58 a. C. Tras la victoria, el general ordenó invernar a sus hombres en las tierras de los sécuanos, cuyos enemigos, los heduos, se convirtieron en el pueblo más poderoso de la región gracias a su alianza con Roma. Esta tribu proporcionó 12 000 soldados al ejército que defendía Alesia.
Según Dión Casio, la batalla de Alesia se desarrolló en el territorio de los sécuanos (52 a. C.) Dicha afirmación del historiador griego concuerda con las investigaciones efectuadas en el siglo XIX que, contrariamente a lo dicho por Napoleón III, que ubicaba el asedio en Alise-Sainte-Reine (Côte-d'Or), localizan la batalla en el Jura. El último lugar propuesto por los expertos es Chaux-des-Crotenay (Jura). No obstante, aunque la hipótesis del Jura es ferozmente defendida por sus partidarios, cuenta con muy pocos adeptos en la comunidad científica.

## Época imperial
Durante el Imperio romano, los sécuanos continuaron siendo un poderoso pueblo integrado en las ciudades de Galia y Germania. Los yacimientos arqueológicos les atribuyen la construcción de importantes monumentos, tales como la Puerta Negra de Besanzón, que data del siglo II.